# David Maynar Gálvez
David Maynar Gálvez (Zaragoza, 28 de enero de 1970) es un historietista e ilustrador español. En 2008 fue el ganador del Premio Junceda de ilustración Multimedia por sus ilustraciones realizadas con la técnica del Pixel art para la web de reciclaje Sant Quirze Qualitat. Especialista en la obra de Hergé, en 2021 fue nombrado Consul Honoraire de Syldavie en Zaragozie (Zaragoza).

## Biografía
David Maynar comenzó dibujando en las revistas del grupo de escultismo Exploradores Don Bosco y en el diario escolar Navega Express en su ciudad natal de Zaragoza. En 1984 gana el concurso nacional Dibuja un sello organizado por Correos con motivo del Año Internacional De La Juventud. En 1988 se trasladó a Barcelona para estudiar Bellas Artes en la Universitat Sant Jordi de Barcelona, ciudad donde actualmente reside. 
En 1998 comienza a colaborar con las revistas juveniles Súper Pop y Nuevo Vale, creando para la primera el cómic Las aventuras de Jessy, que reflejan la vida y relaciones de un grupo de amigas y amigos del instituto. El cómic se publicó en entregas de cuatro páginas en la edición española y portuguesa de la revista Súper Pop hasta 2004. Dedicado desde entonces a la infografía y la  ilustración infantil, desde 2012 coordina los Talleres creativos de Fundat (Fundación Aragonesa Tutelar) para la realización de libros ilustrados, con niñas y niños con discapacidad.

## Obra
- Mi Secreto, 2021. Esther Oñate. Ed. Abresueños.
- ¿Qué sabes de Barcelona? , 2020 Marià Veloy. Editorial Lectio.
- En Luna Llena, 2020. María Pilar Martínez Barca; Ed. Prames. (XXIII Premio Nacional Poesía Acordes)
- Com Tintín va arribar al nostre País, 2019. Jordi Duch. Ed. 1001 (Associació Catalana de Tintinaires).[4]
- Gaudí. Colección “Los más Grandes para los más Pequeños”, 2016. Marià Veloy. Editorial Cossetània.

### Talleres creativos Fundat
- El libro de los sussurros, 2021. Jorge Gonzalvo y María José Floriano.  Fundat.
- Un Colegio, diez patos, tres delfines y Julián en calcetines, 2017. Sergio Lairla. Fundat
- ¿Quién se come el agujero de las rosquillas?, 2015. Jorge Gonzalvo. Fundat
- Palabras de Dragón, 2015. David Adiego. Fundat
- Un Secreto-creto!, 2012. Alberto Gamón, Blanca Bk, Bernardo Vergara. Fundat